# Caterpillar Vol.3
Caterpillar Vol.3 è una compilation di brani trasmessi nella terza edizione della trasmissione radiofonica Caterpillar, in onda su Radio 2. La compilation fa parte della serie dal titolo Caterpillar. Quando il fine giustifica gli automezzi ed è stata pubblicata nell'estate del 2000. Il disco contiene 16 brani di autori vari.

## Autori presenti sul disco
La musica del Centro e del Sud America è rappresentata nel disco dal cantante, compositore ed attore brasiliano Paulinho Moska, dal cantante giamaicano Max Romeo accompagnato dagli italiani Tribù acustica e dal suono cubano degli Afro-Cuban All Stars.
I gruppi italiani rappresentano stili eterogenei: si va dal power-folk dei lombardi Mercanti di Liquoreal mix di musica latina e storie del Veneto della Furlan Shop Orchestra, alla musica corale delle cagliaritane Balentes.
Il mondo francofono è rappresentato dal mix di funk e di chaoui algerino proposto dai Madioko e da Bibi Tanga, dalla musica del cantante / chitarrista camerunese Henri Dikongué e dalla fusione di mbalax e reggae con influenze di sukus del senegalese Cheikh N’Digël Lô. 
La Germania viene cantata dai 17 Hippies da Berlino e dal loro mix di influenze folk e acustiche e dalla Mardi Gras Brass Band il cui stile è un misto di "musica nera" come Blues, Brass band, soul e funk, e "musica bianca" come chanson, rock, pop, punk, country.
Il disco è completato da un brano della cantante greca Eleutheria Arvanitakī, dai fiamminghi Ambrozijn, dalla formazione giapponese Cicala Muta e infine dal britannico Nitin Sawhney con la sua miscela di influenze musicali asiatiche e di altre parti del mondo e di elementi di musica jazz e di musica elettronica e le sue tematiche sul multiculturalismo, politica e spiritualità.

## Tracce
1. Dinata (strong possibility/homecoming) di Eleftheria Arvanitaki (L. Nicolakopoulou, A. Dinkjian), Grecia, 4:01
2. Schoon lief degli Ambrozijn (Tradizionale, Ludo Van Deau), Belgio, 3:22
3. Onde anda a onda di Paulinho Moska (P. Moska), Brasile, 3:47
4. Mai paura dei Mercanti di liquore (L. Monguzzi, S. Spreafico, P. Mucilli), Italia, 3:49
5. Café dei Madioko featuring Bibi Tanga (E. Palmieri, F. Lopez, R. Gueits, D.G. Tomasi, I. Son), Algeria, 4:13
6. Der Zug um 7.40 uhr dei 17 hippies (Berlin style) (Tradizionale), Germania, 2:00
7. La frontiera del porc della Furlan shop orchestra (L. Di Angilla, F. Furlan), Italia, 2:54
8. C'est la vie di Henri Dikongué (J.M. Blan, M. Boguet, H. Dikongué), Camerun, 4:17
9. In this time di Max Romeo & Tribù acustica (M. Romeo), Giamaica, 6:15
10. Nadia di Nitin Sawhney (N. Sawhney), Regno Unito, 5:48
11. Down Down Down della Mardi Gras brass band (J. Wenz), Germania, 3:42
12. Rondines de Andira delle Balentes (Tradizionale, L. Nulchis), Italia, 3:21
13. N'jariñu Garab’ di Cheikh N’Digël Lô (C. N'Digël Lô), Senegal, 4:28
14. Rosso di sera della Scraps orchestra (S. Boccafoglia), Italia, 4:18
15. Rajamati Kumati di Cicala muta (Tradizionale, arr. Wataru Ohkuma), Giappone, 3:42
16. Reconciliación degli Afro Cuban all stars (J. de Marcos Gonzales, L. Villa), Cuba, 7:40